# 桑一非
桑一非（1989年2月18日—），是一名中国足球运动员，现效力中国足球超级联赛球队武汉三镇，司职中场。

## 俱乐部生涯
桑一非早期在北京国安梯队接受足球训练，然而没有获得一线队出场机会。
2011年底转投湖北中博（后改名武汉卓尔），成为湖北队引进的5名内援中最年轻的一位，参加中国足球甲级联赛，表现突出，入选了中甲最佳阵容。2012年7月租借到北京理工大学队征战中甲，身披10号球衣。2014赛季，桑一非回归卓尔征战中甲联赛。
2015年2月27日，中超转会截止日，泰达官方宣布签约内援桑一非。
2016赛季桑一非转会至河北华夏幸福，然而并未进入一线队征战中超联赛，而是代表预备队身披60号球衣征战预备队联赛。
2017年1月4日，辽宁宏运足球俱乐部宣布桑一非正式加盟球队。同年年末，辽宁队降入中甲联赛。2018年，桑一非成为辽宁队前场进攻核心。2019年，他担任了辽宁队队长。在辽宁队期间，桑一非几次同球迷发生冲突。
在辽足解散后，桑一非转投武汉三镇，成为2020赛季该队进球最多的球员（13场4球），并随队获得该赛季中乙联赛冠军。